# Thomas Heberer (Politikwissenschaftler)
Thomas Heberer (* 13. November 1947 in Offenbach am Main) ist ein deutscher Politik- und Ostasienwissenschaftler mit dem Schwerpunkt China.

## Biografie
Heberer studierte Ethnologie, Politikwissenschaft, Philosophie und Sinologie in Frankfurt am Main, Göttingen, Mainz und Heidelberg. 1977 promovierte er im Fach Sozialwissenschaften an der Universität Bremen. Von 1977 bis 1981 arbeitete er als Lektor und Übersetzer bei der Peking Rundschau, wo er den Wandlungsprozess von der kulturrevolutionären Phase zur Reformpolitik erlebte.
Nach seiner Rückkehr nach Deutschland war er zunächst als vereidigter Dolmetscher tätig. Nach Stationen am Bremer Überseemuseum (Aufbau der ständigen Chinaausstellung), an der Universität Bremen (Habilitation über den Individualsektor in China) und an der Universität Duisburg-Essen (Vertretung des Lehrstuhls für Politik Ostasiens) wurde er 1991 Professor für Wirtschaftssinologie an der Hochschule Bremen. Bereits 1989 hatte er an der Universität Bremen die Lehrberechtigung (Venia legendi) für das Fach Politikwissenschaft erhalten. Von 1992 bis 1998 hatte er den Lehrstuhl für Politikwissenschaft mit dem Schwerpunkt Ostasien an der Universität Trier inne, seit 1998 einen Lehrstuhl gleichen Namens an den Instituten für Politikwissenschaft und für Ostasienwissenschaften der Universität Duisburg-Essen. Er ist permanent visiting professor an der Zhejiang-Universität, der Renmin-Universität sowie der Nankai-Universität. 2013 wurde er emeritiert. Unmittelbar danach verlieh ihm die Universität Duisburg-Essen eine Seniorprofessur, durch die er weiter an der Universität tätig ist, vor allem in der Grundlagenforschung, sowie bis 2022 als Kodirektor des Konfuzius-Instituts Metropole Ruhr in Duisburg.
Heberer hatte zahlreiche Gastprofessuren an ausländischen Einrichtungen inne wie an der Seoul National University, an der University of Washington, am China Center for Comparative Politics and Economics in Peking, an der National Taiwan University und an der National Sun Yat-sen University in Taiwan, an der Zhejiang University sowie an der Peking University in China.

## Forschung
Heberers Denken wurde von Sozialwissenschaftlern wie James C. Scott, Pierre Bourdieu, Theodor Adorno, Norbert Elias, Lucian W. Pye und Michel Foucault und seinen engen Kontakten zu chinesischen Wissenschaftlern und Institutionen beeinflusst, die auf seine Arbeit bei der Peking Rundschau zurückgehen, die direkt einer Abteilung des Zentralkomitees der KPCh unterstellt war. Als Ergebnis seiner sozialwissenschaftlichen Studien gewinnt er wichtige Erkenntnisse über den Forschungsgegenstand China aus seinen regelmäßigen Feldforschungen, bei denen er meist auf eine Kooperation mit chinesischen Kollegen und Institutionen – und damit auch auf die Themen von „local governance“, die überhaupt wissenschaftlich bearbeitet und deren lokale Umsetzung verbessert werden soll – setzt. Feldforschung, so Heberer, ist das wichtigste Instrument für das Verständnis von Gesellschaften von innen her. In diesem Sinne schrieb er einmal in einem Aufsatz über den „Wissenschaftler als Reisenden“: „Durch die Entdeckung des Anderen entdecken wir uns selbst, bestätigen wir unsere Überlegenheit oder stellen wir uns grundsätzlich in Frage. Auch Forschung benötigt sinnhafte Anreize, und das Abtauchen in die dionysische Welt der Forschung ist ein solcher Anreiz, der die Transaktionskosten der Reise in entlegene Gebiete gewaltig senkt“.
Eine seiner ersten Diskussionen zur Nationalitätenpolitik und Entwicklungspolitik in Gebieten ethnischer Minderheiten erscheint im theoretischen Organ des KBW, Kommunismus und Klassenkampf, im März 1979. Inwieweit er selbst hier vor Ort Feldstudien durchgeführt oder nur offizielle Quellen wiedergibt, bleibt ungenannt. Er selbst führte 1981 Forschungen im Autonomen Bezirk Liangshan der Yi (Provinz Sichuan) durch. Über die Yi (Nuosu), eine der größten ethnischen Gruppen in China, hat er seitdem immer wieder geforscht, ob über den Privatsektor, ethnische Unternehmer oder Umwelt-Governance. Zudem hat er sich aktiv für die Verbreitung von Kenntnissen über die Yi, auch über den akademischen Raum hinaus, eingesetzt. 1998 organisierte er die zweite internationale Konferenz über Yi-Studien an der Universität Trier, 2006 eine große Ausstellung über die Geschichte, Gesellschaft und das Brauchtum der Yi im Kultur- und Stadthistorischen Museum Duisburg. 2001 sammelte er überdies 250.000 DM (vom Land Nordrhein-Westfalen, der Gesellschaft für Technische Zusammenarbeit und der Stiftung Mercator) für die Errichtung einer Yi-Minderheitenschule im chinesischen Kreis Meigu.
Heberer führt seit 1981 regelmäßig Feldforschung zu verschiedenen politikwissenschaftlichen Themen und in unterschiedlichen Regionen Chinas durch. Zu seinen Forschungsgebieten zählen unter anderem:
- Die Yi-Nationalität und die Politik Chinas in Bezug auf die ethnischen Minderheiten (1981)
- Politische und gesellschaftliche Rolle des Privatsektors (1986–88)
- Ländliche Urbanisierung und sozialer Wandel im ländlichen Raum (1993–95)
- die politische und soziale Rolle von Privatunternehmern in China und Vietnam (1996–98)
- die Rolle von Ideen und Intellektuellen in der Politikgestaltung (1998–2000)
- die Rolle ethnischer Unternehmer und deren Wirtschaftsdenken und gesellschaftliche Rolle (Yi-Nationalität, 1999–2003)
- Nachbarschaftsviertel, Partizipation und kommunitäre Ansätze in urbanen Räumen (2003–2005)
- Umweltverwaltung in China und Deutschland (2005–2009)
- Governance im ländlichen Raum (2008–2011)
- Privatunternehmer als strategische Gruppe (2012–2019)
- Neue Formen politischer Repräsentation in China online und offline (2016–2020)
- Soziale Disziplinierung und Zivilisierung in China (2019–2023)

Gemeinsam mit Gunter Schubert (Tübingen) entwickelte er zudem den soziologischen Ansatz der „strategischen Gruppen“ weiter und analysierte das Verhalten lokaler Kader sowie privater Unternehmer als strategische Gruppen in lokalen Entwicklungsprozessen. In jüngerer Zeit befasste er sich auch mit dem Thema der politischen Repräsentation sozialer Gruppen in China, unter anderem über das Medium des Internets. Ferner arbeitet er über politische und soziale Innovation in China, den chinesischen Entwicklungsstaat (developmental state) sowie „critical junctures“ des autoritären Staates. Seit 2020 befasst er sich mit der Thematik Sozialdisziplinierung und Zivilisierung in China.
Darüber hinaus ist Heberer politikberatend tätig.
Mehrmals begleitete Heberer Politiker auf Bundes-, Landes- und Kommunalebene als Berater auf ihren Chinareisen, unter anderem Bundespräsident Joachim Gauck, die Ministerpräsidenten Johannes Rau und Jürgen Rüttgers oder den Duisburger Oberbürgermeister Sören Link.
U. a. engagiert er sich für deutsch-chinesische Städtepartnerschaften, und plädiert für einen stärkeren deutsch-chinesischen Kultur- und Wissenschaftsaustausch, kritisiert die China-Strategie der Bundesregierung oder beleuchtet die Sichtweise chinesischer Unternehmer in Nordrhein-Westfalen. Auch unterstreicht er als Kodirektor des Konfuziusinstituts „Metropole Ruhr“ in einem Fachgespräch der Fraktion Die Linke am 8. September 2020: „… weder gibt es einen Versuch irgendeiner Einmischung noch wurde irgendeine Veranstaltung abgelehnt noch eine Veranstaltung kritisiert oder sonst etwas, es gibt keine Einmischung“. Er verstehe das Konfuziusinstitut als „eine Art zivilgesellschaftliche Organisation“.
In einem Meinungsartikel in der Neuen Zürcher Zeitung am 11. September 2023 zusammen mit Helwig Schmidt-Glintzer setzte er sich dafür ein, dass „wenn sich die Menschenrechtslage weiterhin nachweisbar normalisiert, sollte die EU den Dialog aufnehmen und die wegen Xinjiang gegen China verhängten Sanktionen überdenken“. Dieser Artikel löste eine Kontroverse unter Fachkollegen und in überregionalen Zeitungen aus, in der Heberer und seinem Koautor Helwig Schmidt-Glintzer vorgeworfen wurde, sie seien „beschämend leichtgläubig“ und befänden sich in einer unreflektierten Nähe zur KP. Die Sinnhaftigkeit und Adäquatheit des Modells von wissenschaftlicher Forschung im Verbund mit chinesischen Stellen wurde angezweifelt. Es sei nicht nur ein „Versagen einzelner Sinologen, sondern eine Bankrotterklärung jener Sinologie, für die sie stehen“.

## Mitgliedschaften
Heberer war Ende der 1970er Jahre im Bundesvorstand der Gesellschaft für Deutsch-Chinesische Freundschaft (GDCF) tätig, Gründungsmitglied des Ortsverbandes Bremen und von 1984 bis 1990 deren Bundesvorsitzender. Er war bzw. ist u. a. Mitglied der Editorial Committees bzw. Advisory Boards verschiedener internationaler Zeitschriften wie The China Quarterly (bis Ende 2021), dem Journal of China in Comparative Perspective, dem European Journal of East Asian Studies, dem Journal of Current Chinese Affairs, dem Journal of Chinese Governance, der Chinese Political Science Review, der Zeitschrift International Quarterly for Asian Studies, dem Internationalen Asienforum, dem International Journal of Political Science & Diplomacy, der Zeitschrift 国外理论动态/Foreign Theoretical Trends u. a.). Er ist Mitbegründer der Arbeitsgemeinschaft Sozialwissenschaftlicher Chinaforschung (ASC) und war mehrere Jahre lang Mitglied des Advisory Board des Europe-China Academic Network (ECAN) der Europäischen Kommission.
Heberer war Gründungsdirektor und bis 2022 Kodirektor des Konfuzius-Instituts Metropole Ruhr, das an der Universität Duisburg-Essen angesiedelt ist.

## Publikationen (Auswahl)
Heberer ist Autor oder Koautor von über 40 Buchpublikationen sowie (Ko-)Herausgeber von 27 weiteren Buchpublikationen in deutscher, englischer und chinesischer Sprache sowie einer großen Zahl von Aufsätzen in internationalen wissenschaftlichen Fachzeitschriften in insgesamt elf Sprachen. Zu den wichtigsten jüngeren Publikationen zählen:
- Private Entrepreneurs in China and Vietnam. Social and Political Functioning of Strategic Groups. China Studies published for the Institute for Chinese Studies, University of Oxford, Leiden (Brill) 2003.[21]
- mit Fan Jie und Wolfgang Taubmann: Rural China Economic and Social Change in the Late Twentieth Century. Armonk, London (Sharpe) 2006 [Reprint: Routledge, 2015].
- Doing Business in Rural China. Liangshan’s New Ethnic Entrepreneurs, Seattle/London (University of Washington Press) 2007[22];
- mit Gunter Schubert: Politische Partizipation und Regimelegitimität in der Volksrepublik China, Bd. 1. In: Der urbane Raum, Wiesbaden 2008.[23]
- mit Gunter Schubert: Politische Partizipation und Regimelegitimität in der Volksrepublik China, Bd. 2. In: Der ländliche Raum, Wiesbaden 2009.[24]
- mit Christian Göbel: The Politics of Community Building in Urban China. London, New York (Routledge) 2011, Paperback 2013.[25]
- mit Claudia Derichs: Die Politischen Systeme Ostasiens. Eine Einführung, 3. Aktualisierte und überarbeitete Auflage, Wiesbaden 2014.[26]
- Neu bearbeitete Wiederherausgabe von Lin Yutangs Mein Land und mein Volk. Drachenhaus-Verlag, Esslingen 2015.[27]
- mit Gunter Schubert: Weapons of the Rich. Strategic Action of Private Entrepreneurs in Contemporary China, Singapore, London, New York et al. (World Scientific) 2020.
- Ostpreußen und China: Nachzeichnung einer wundersamen Beziehung. Husum: Husumer Verlagsgruppe 2020. [Eine Untersuchung über Erinnerungskulturen, ausgehend von Heberers familiärem Hintergrund.]
- mit Armin Müller: Entwicklungsstaat China. Politik, Wirtschaft sozialer Zusammenhalt und Ideologie. Hrsg. Friedrich-Ebert-Stiftung. Berlin 2000.[28]
- Disciplining of a Society – Social Disciplining and Civilizing Processes in Contemporary China. Harvard Kennedy School, 2020 (englisch, ash.harvard.edu [PDF; 4,0 MB]).

- Ostpreußen und China: Nachzeichnung einer wundersamen Beziehung (Russian edition), Kaliningrad 2021. https://213df7ed-791b-465b-91ee-46698c5ed859.filesusr.com/ugd/e49178_b3edc822464e4859a55ccbf12d1a7d1e.pdf
- 东普鲁士与中国——追溯一段不解之缘 (Ostpreußen und China: Nachzeichnung einer wundersamen Beziehung, chinesische Ausgabe), Wuhan: 武汉大学出版社. https://www.wdp.com.cn/books/33087.html
- Social Disciplining and Civilising Processes in China. The Politics of Morality and the Morality of Politics. London and New York: Routledge 2023.

Besonderen Wert legt Thomas Heberer auf die Herausgabe seiner Schriften in chinesischer Sprache, um seine Forschungsergebnisse auch einem größeren Kreis von chinesischen Wissenschaftlern erschließen zu können.
Anlässlich seines 70. Geburtstages 2017 erschien im Verlag der renommierten Zhejiang-Universität eine größere Auswahl seiner Schriften zur Chinaforschung (托马斯∙海贝勒中国研究文选), herausgegeben von dem Politikwissenschaftler Professor Yu Jianxing.
In chinesischer Sprache sind u. a. folgende weitere Buchpublikationen erschienen:
- 作为战略群体的企业家. 中国私营企业家的社会与政治功能研究 (Unternehmer als strategische Gruppen. Die soziale und politische Funktion von Privatunternehmern in China), Beijing (Zhongyang bianyi chubanshe) 2003.
- 凉山彝族企业家. 社会与制度变迁的承载着 (Yi-Unternehmer im Liangshan. Träger gesellschaftlichen und institutionellen Wandels), Beijing (Minzu chubanshe) 2005.
- 从群众到公民. 中国的政治参与 (Von Massen zu Bürgern. Politische Partizipation in China), Beijing (Zhongyang bianyi chubanshe) 2009.
- Mitherausgeber Dieter Grunow und Li Huibin: 中国与德国的环境治理比较的视角 (Umwelt-Governance in China und Deutschland aus vergleichender Perspektive), Beijing (Zhongyang bianyi chubanshe) 2012.
- Mitherausgeber Gunter Schubert und Yang Xuedong: 主动的地方政治。作为战略群体的县乡干部 (Proaktive lokale Politik: Kreis- und Gemeindekader als Strategische Gruppen), Beijing (Zhongyang bianyi chubanshe), Dezember 2013.
- Mitherausgeber Yu Keping und Björn Alpermann: 中共的治理与适应：比较的视野 (Governance und Adaption der KP Chinas: eine vergleichende Perspektive), Beijing (Zhongyang bianyi chubanshe) 2015.
- 东普鲁士与中国——追溯一段不解之缘 (Ostpreußen und China: Nachzeichnung einer wundersamen Beziehung, chinesische Ausgabe), Wuhan: Wuhan University Press 2022.